# 新华街道 (南阳市)
新华街道，是中华人民共和国河南省南阳市宛城区下辖的一个乡镇级行政单位。

## 行政区划
新华街道下辖以下地区：
小东关社区、小西关社区、民主街社区、民权街社区、文正街社区、联合街社区、卧佛寺社区、王府山社区、工农路社区、大井街社区、解放路社区、邮电社区和淯阳社区。